# Both Sides Now (альбом Джони Митчелл)
Both Sides Now — семнадцатый студийный альбом канадской певицы и автора-исполнителя Джони Митчелл, вышедший 8 февраля 2000 года на лейбле Reprise Records.
В 2001 году альбом получил две премии «Грэмми» в номинациях «Лучший традиционный вокальный поп-альбом» и «Лучшая инструментальная аранжировка, сопровождающая вокалиста (вокалистов)» за песню «Both Sides Now», а также премию «Джуно» в номинации «Вокальный джазовый альбом года».

## История
Альбом прослеживает развитие современных отношений через оркестровое исполнение Митчелл классических джазовых песен. В альбом включены две её собственные песни: «A Case of You» (1971) и «Both Sides, Now» (1969). Аранжировку и дирижирование оркестром выполнил Винс Мендоза.
В примечаниях к альбому сопродюсер Ларри Кляйн описывает его как «программную сюиту, документирующую отношения от начального флирта до оптимистичной консумации, метаморфозы в разочарование, ироничное отчаяние и, наконец, разрешение в философском обзоре принятия и вероятности повторения цикла».
Ограниченный тираж был выпущен 8 февраля 2000 года в шоколадной упаковке ко Дню святого Валентина с несколькими литографиями картин Митчелла. Издание в упаковке оптических дисков было выпущено 20 марта 2000 года.
Во время гастролей Митчелл исполняла песни в той же последовательности, что и на альбоме, но открывала концерт увертюрой «Nuages», первой частью из «Ноктюрнов», оркестровой сюиты, написанной Клодом Дебюсси. «Nuages» — это французское слово, означающее «облака». Хотя музыка настраивает на романтический лад, использование этого произведения можно рассматривать как каламбур, поскольку Clouds («Облака») — это название альбома, на котором появилась песня «Both Sides, Now».

## Композиции
Бывший муж Ларри Клейн, выступающий в качестве сопродюсера и музыкального руководителя, объясняет в своих примечаниях, что Джони Митчелл хотела рассказать в этих песнях, большинство из которых написаны в 30-е и 40-е годы, историю «современных» романтических отношений. Аранжировки Винса Мендозы — треть из них играет гигантский оркестр из 71 музыканта, треть — оркестр обычного размера, а треть — биг-бэнд в стиле свинг.

## Отзывы
| Оценки критиков               | Оценки критиков |
| Источник                      | Оценка          |
| ----------------------------- | --------------- |
| AllMusic                      | [ 1 ]           |
| Encyclopedia of Popular Music | [ 2 ]           |
| Robert Christgau              | A−              |
| Rolling Stone                 | [ 4 ]           |

Уильям Рулманн из AllMusic отметил, что «…большинство композиций представляют собой песни о несчастной любви. Аранжировки Винса Мендозы часто напоминают океанские просторы и серьёзный, меланхоличный тон музыки фильмов-нуар. Они также делают за Митчелл большую часть её работы. Как певица, она никогда не отличалась особой силой и мощью, но она мастер фразировки и тона. Митчелл часто звучит как альтернативная Билли Холидей, с придыханием и затуханием нот, характерными для поздней Холидей, если не считать её задержку времени. Both Sides Now не является откровением в музыкальном смысле, но он достигает своей цели — переосмыслить Джони Митчелл как интерпретирующую певицу».

## Список композиций
| №   | Название                      | Автор(ы)                                              | Длительность |
| --- | ----------------------------- | ----------------------------------------------------- | ------------ |
| 1.  | «You’re My Thrill»            | слова: Sidney Clare; музыка: Jay Gorney               | 3:52         |
| 2.  | «At Last»                     | Мак Гордон, Harry Warren                              | 4:28         |
| 3.  | «Comes Love»                  | Lew Brown, Sam H. Stept, Charles Tobias               | 4:29         |
| 4.  | «You’ve Changed»              | Bill Carey, Carl Fischer                              | 5:00         |
| 5.  | «Answer Me, My Love»          | Fred Rauch, Gerhard Winkler; англ. слова: Карл Сигман | 3:23         |
| 6.  | «A Case of You»               | Джони Митчелл                                         | 5:52         |
| 7.  | «Don't Go to Strangers»       | Redd Evans, Arthur Kent, David Mann                   | 4:10         |
| 8.  | «Sometimes I’m Happy»         | Ирвинг Сизар, Клиффорд Грей, Винсент Юманс            | 3:58         |
| 9.  | «Don’t Worry ’bout Me»        | Rube Bloom, Тед Колер                                 | 3:49         |
| 10. | «Stormy Weather»              | Гарольд Арлен, Ted Koehler                            | 3:07         |
| 11. | «I Wish I Were in Love Again» | Лоренц Харт, Ричард Роджерс                           | 3:36         |
| 12. | «Both Sides Now»              | Джони Митчелл                                         | 5:45         |

## Чарты
| Чарт (2000)                      | Высшая позиция |
| -------------------------------- | -------------- |
| Канада (RPM Top Albums/CDs)      | 19             |
| Германия (Offizielle Top 100)    | 63             |
| Норвегия (VG-lista)              | 20             |
| Великобритания (UK Albums Chart) | 50             |
| США (Billboard 200)              | 66             |

## Сертификации
| Регион                                                                      | Сертификация | Продажи |
| --------------------------------------------------------------------------- | ------------ | ------- |
| Великобритания (BPI)                                                        | Золотой      | 100 000 |
| Данные о продажах + прослушиваниях приведены только на основе сертификации. |              |         |